# 法明頓 (新罕布什爾州普查規定居民點)
法明頓（英語：Farmington）是位於美國新罕布什爾州斯特拉佛縣的普查規定居民點。

## 人口
根據2020年美國人口普查的數據，法明頓的面積為16.21平方千米，皆為陸地。當地共有人口3824人，而人口密度為每平方千米235.9人。